# Аеродром Кувајт
Међународни аеродром Кувајт (арап. مطار الكويت الدولي) је главна ваздушна блискоисточне државице Кувајт. Аеродром је удаљен 15 km јужно од града Кувајта. 
2022. године промет путника је био 14,5 милиона. 
Аеродром је авио-чвориште за две локалне авиопревознике: „Кувајт Ервејс” и „Џазира Ервејс”. 